# Victoria Bukareszt
Victoria Bukareszt – klub piłkarski z Rumunii. Uczestnik ćwierćfinału Pucharu UEFA (1988/1989) i trzech edycji tego turnieju. rozwiązany po rewolucji rumuńskiej w 1989 roku.
Klub rozgrywał mecze na stadionie Victoria.

## Historyczne nazwy klubu
| Dinamo B           | 1949-1953 |
| Dinamo 6           | 1953–1957 |
| Dinamo Obor        | 1957      |
| A.S. Pompierul     | 1958–1959 |
| Dinamo Obor        | 1959–1963 |
| Dinamo Victoria    | 1963–1967 |
| Electronica Obor   | 1967–1980 |
| Dinamo Victoria    | 1980–1985 |
| Victoria Bukareszt | 1985–1990 |

## Sukcesy
Liga I:
- III miejsce (3x): 1986/1987, 1987/1988, 1988/1989

Liga II:
- I miejsce (1x): 1984/1985

Liga III:
- I miejsce (2x): 1964/1965, 1981/1982

Cupa Romaniei:
- Finał (1x): 1959/1960

## Europejskie puchary
| Sezon   | Runda | Kraj      | Klub                  | Dom   | Wyjazd | Ogólnie   |
| ------- | ----- | --------- | --------------------- | ----- | ------ | --------- |
| 1987/88 | 1R    | Cypr      | EPA Larnaka           | 3 – 0 | 1 – 0  | 4 – 0     |
| 1987/88 | 2R    | ZSRR      | Dinamo Tbilisi        | 1 – 2 | 0 – 0  | 1 – 2     |
| 1988/89 | 1R    | Malta     | Sliema Wanderers F.C. | 6 – 1 | 2 – 0  | 8 – 1     |
| 1988/89 | 2R    | ZSRR      | Dynama Mińsk          | 1 – 0 | 1 – 2  | 2 – 2, w. |
| 1988/89 | 3R    | Finlandia | Turun Palloseura      | 1 – 0 | 2 – 3  | 3 – 3, w. |
| 1988/89 | QR    | NRD       | Dynamo Drezno         | 1 – 1 | 0 – 4  | 1 – 5     |
| 1989/90 | 1R    | Hiszpania | Valencia              | 1 – 1 | 1 – 3  | 2 – 4     |